# Archemyiomma
Archemyiomma is een geslacht van wantsen uit de familie van de Miridae (blindwantsen). Het geslacht werd voor het eerst wetenschappelijk beschreven door Aleksander Herczek in 1993.

## Soorten
Het genus bevat de volgende soorten:

- Archemyiomma carvalhoi Herczek, 1993
- Archemyiomma schaeferi Herczek & Popov, 2013